# Experimento DØ
O experimento DØ (às vezes escrito como experimento D0, ou experimento DZero) foi uma colaboração mundial de cientistas conduzindo pesquisas sobre a natureza fundamental da matéria. DØ foi um dos dois maiores experimentos (o outro foi o experimento CDF) localizado no Colisor Tevatron no Fermilab em Batavia, Illinois. O Tevatron foi o acelerador de mais alta energia no mundo entre 1983 até 2009, quando sua energia foi ultrapassada pelo Grande Colisor de Hádrons. O experimento DØ parou de receber dados em 2011, quando o Tevatron foi desligado, mas ainda há atividades de análise de dados em andamento. O detector do DØ está preservado no edifício de montagem no Fermilab como parte de uma exposição histórica para visitas públicas.
A pesquisa sobre o DØ é focada em estudos precisos de interações de prótons e antiprótons nas mais altas energias disponíveis. Essas colisões resultam em “eventos” contendo muitas novas partículas criadas através da transformação de energia em massa de acordo com a relação E = mc2. A pesquisa envolve uma busca intensa por pistas subatômicas que revelam o caráter dos blocos fundamentais do universo.

## Visão Geral
Em 1981, o diretor do Fermilab Leon M. Lederman perguntou por propostas preliminares para um “detector modesto criado por um grupo de tamanho modesto” que poderia ser localizado na região de interação ‘DØ’ no anel do Tevatron e complementaria o planejado Colisor Detector no Fermilab. Mais de quinze grupos submeteram propostas. Três dessas propostas foram mescladas em um trabalho sobre a liderança de Paul Grannis, que oficialmente começou em primeiro de julho de 1983. O grupo produziu um relatório de projeto em novembro de 1984. O detector foi completado em 1991, ele foi colocado no Tevatron em fevereiro de 1992 e observou sua primeira colisão em maio de 1992. Ele registrou dados desde 1992 até 1996, quando foi desligado para grandes atualizações. Sua segunda execução começou em 2001 a qual durou até setembro de 2011. Até 2025, análises de dados estão ainda sendo realizadas e publicadas em revistas científicas.
O experimento DØ é uma colaboração internacional que, no seu auge, incluiu cerca de 650 físicos de 88 universidades e laboratórios nacionais de 21 países. O Brasil fez parte da colaboração com pesquisadores do Centro Brasileiro de Pesquisas Físicas, da Universidade do Estado do Rio de Janeiro e da Universidade Estadual Paulista.  Pesquisadores estudaram as colisões entre os prótons e antiprótons circulando o Tevatron para testar diversos aspectos do modelo padrão de física de partículas.
O detector do experimento DØ consistiu de vários grupos de subdetectores aninhados ao redor da região onde o feixe de prótons e antiprótons colidiram. Os subdetectores forneciam mais de um milhão de canais eletrônicos que eram coletados, digitalizados e registrados para análises off-line. Cerca de 10 milhões de colisões dos feixes de prótons e antiprótons foram inspecionados a cada segundo, e mais de 500 colisões por segundo foram registradas para estudos posteriores.

## Pesquisa Física
O experimento DØ conduziu seus estudos científicos dentro de seis grupos de física: Higgs, Top, Eletrofraca, Novos fenômenos, Cromodinâmica Quântica, a física do quark Bottom. Avanços significativos foram feitos em casa um deles.

### Quark Top
Um dos objetivos previstos do experimento DØ era descobrir o quark Top, o último dos seis constituintes da matéria previsto pelo modelo padrão de física de partículas. O experimento DØ e o CDF (Detector de colisões do Fermilab) submeteram artigos de pesquisa para o Physics Review Letters descrevendo a observação dos quarks top e antitop produzidos via interação forte. Em 2 de março de 1995, as duas colaborações relataram em conjunto a descoberta do quark top com uma massa de aproximadamente 175 Gev/c2 (próxima de um núcleo de ouro).
Em 4 de março de 2009, ambas as colaborações do DØ e CDF anunciaram a descoberta da produção de quarks top isolados via interação fraca. Esse processo ocorre por volta de metade da taxa de produção dos pares de quarks top, mas é muito mais difícil de observar uma vez que é mais difícil de distinguir de processos de fundo que podem criar sinais falsos. Os estudos do quark top foram usados para medir o tempo de vida como mais ou menos 5 x 10−25 segundos, medir o último elemento não conhecido da CKM matrix (matriz de Cabibbo-Kobayashi-Maskawa) do mistura intergeneracional dos quarks, e para procurar por novas físicas além do modelo padrão.
Medições precisas das propriedades do quark top como a massa, carga, modos de decaimento, características de produção e polarização foram relatadas em mais de 100 publicações.
A sociedade europeia de física (European Physical Society) premiou as colaborações dos experimentos DØ e CDF no prêmio de Física de Partículas de Altas Energias da Sociedade Europeia de Física de 2019 “Pela Descoberta do Quark Top e as Medições Detalhadas de suas Propriedades”.
- Página principal do grupo de física do quark top do experimento DØ

### Bóson de Higgs
Anos depois, um dos principais objetivos do experimentos DØ era a procura pelo Bóson de Higgs, que foi previsto para existir pelo modelo padrão, mas com uma massa desconhecida. Antes deles concluírem em 2000, os experimentos LEP (Grande Colisor de Elétron-Pósitron) no CERN haviam descartado a existência de tal Bóson de Higgs com uma massa menor que 114.4 GeV/c2. Em 2010, os experimentos DØ e CDF estenderam a região desconhecida para incluir uma janela por volta de 160 GeV/c2.
Em 2 de julho de 2012, antecipando um pronunciamento do CERN sobre a descoberta do bóson de Higgs, as colaborações dos experimentos DØ e CDF anunciaram suas evidências (por volta de três desvios padrões) para o bóson de Higgs decaindo em estados finais de dominância de quarks b, que indicou que a partícula tinha uma massa entre 115 e 135 GeV/c2. Em 4 de julho de 2012, os experimentos ATLAS e CMS anunciaram suas descobertas do bóson de Higgs com uma massa de 125 GeV/c2.
As técnicas desenvolvidas no Tevatron para as pesquisas do bóson de Higgs serviram como um trampolim para as análises subsequentes do LHC.

### Bósons W e Z
As propriedades dos bósons W e Z que transmitem a força nuclear forte são indicadores sensíveis da consistência interna do modelo padrão. Em 2012, o experimento DØ mediu a massa do bóson W com uma precisão melhor que 0.03%, descartando muitas extensões do modelo padrão.
Os experimentos DØ e CDF realizaram uma medida combinada da assimetria para trás e para frente nos decaimentos dos bósons Z (a tendência de léptons positivos decaídos emergirem mais perto do próton que entra mais frequentemente do que léptons decaídos negativamente). Dessas medições de assimetria, o ângulo de fraco de mistura que governa a quebra de simetria eletrofraca em forças fracas e eletromagnéticas distintas foi medida em uma precisão melhor que 0.15%. Esse resultado foi comparado à precisão de experimentos de colisão entre elétrons e pósitrons no CERN e SLAC e ajudou a resolver uma tensão de longa data entre essas medidas.

### Quarks Bottom e Charm
Apesar dos experimentos considerados como fábricas de quark bottom (KEK, SLAC e IHEP) e o experimento LHCb no CERN terem dominado muitos aspectos sobre os estudos dos hádrons contendo os quarks bottom ou charm, o experimento DØ fez contribuições notáveis usando grandes amostras contendo todos os hádrons de sabores pesados que podem ser vistos através de seus decaimentos em múons.
Em julho de 2006, a colaboração DØ publicou a primeira evidência para a transformação do méson B_s (contendo um antiquark bottom e um quark strange) em sua antipartícula. A transição ocorre cerca de 20 trilhões de vezes por segundo. Se ali tivesse novas partículas além dessas no modelo padrão, essa taxa teria sido modificada.
Em 14 de maio de 2010, a colaboração DØ anunciou uma tendência para os quarks bottom e antibottom produzidos em colisões de próton-antipróton para conduzir para um par de múons positivamente carregados mais frequentemente que um par carregado negativamente. Essa tendência, junto com a medida de assimetrias de múons isolados, poderia ajudar a explicar a assimetria entre matéria e antimatéria responsável pela dominância de matéria no universo. Resultados experimentais de físicos no LHC, no entanto, têm sugerido que “a diferença do modelo padrão é insignificante.”
Em 12 de julho de 2007, a colaboração DØ submeteu um artigo para a Physical Review Letters anunciando a descoberta de uma nova partícula chamada Ξb (pronunciada “zigh sub b”) com uma massa de 5.774 {\displaystyle \pm } 0.019 GeV/c2, aproximadamente seis vezes a massa e um próton. O bárion Ξb  é feito de um quark down, um quark strange e um quark bottom, fazendo ele o primeiro bárion observado formado de quarks de todas as três gerações de matéria.
As hipóteses dos quarks originais feitas por Murray Gell-Mann e George Zweig observaram que mésons exóticos contendo dois quarks e dois antiquarks (ao invés de só um quark e um antiquark) são possíveis. Exemplos foram finalmente observados 40 anos depois em casos onde o méson exótico contém o mais distintivo quark pesado b e quark c. O experimento DØ contribuiu com novos entendimentos desses estados de sabores pesados exóticos.

### Força Forte
Cromodinâmica Quântica (QCD) é a teoria de interações fortes, na qual quarks e gluons interagem através de uma propriedade quântica, análoga a carga elétrica para o eletromagnetismo. chamada “cor”. Cromodinâmica quântica faz previsões quantitativas para a produção de jatos (sprays colimados de partículas evoluídas de quarks e gluons espalhados), fótons e bósons W e Z. DØ publicou uma série de artigos investigando produção de jatos como uma função de energia de feixes, energia de jatos e ângulo de produção do jato consistente com as previsões teóricas. Um resultado digno de nota em 2012 do DØ foi a medição de jatos em altas energias produzidos em altos ângulos de espalhamento. Isso ocorre quando quarks únicos carregam mais do que metade da energia de seus prótons ou antiprótons vizinhos, tirando o fato de que prótons e antiprótons são tipicamente feitos de dezenas de quarks e gluons. A medida foi em excelente acordo com as previsões teóricas. Em uma série de publicações na qual dois pares de jatos ou fótons provenientes de dois espalhamentos independentes de quarks e glúons dentro de um único encontro foram observados, o padrão dessas taxas indicaram que a extensão espacial de glúons dentro do próton é menor do que para os quarks.

## Detector
O detector DØ consistia de diversos “subdetectores”, que eram agrupados em três cascas cercando o ponto de colisão. A casca mais interna foi o sistema de monitoramento central consistindo de detectores de rastreio incluso em um supercondutor magnético. Esses foram cercados circundados por uma segunda casca consistindo de calorímetros que mediram a energia dos elétrons, fótons e hádrons e “jatos” identificados de partículas surgindo de espalhamentos de quarks e gluons. A terceira casca, o sistema múon, tinha câmaras de rastreamento e painéis cintiladores antes e após imãs sólidos de ferro magnetizados para identificar múons. Finalmente, o subdetector de detecção de prótons frontais funcionou durante a última parte da coleta de dados para o estudo de eventos difrativos. Esse subdetector foi desenvolvido e construído parcialmente no Brasil. O detector inteiro foi encapsulado atrás de uma parede de blocos de concreto que atuou como um escudo de radiação. O detector media cerca de 10m x 10m x 20m e pesava cerca de 5,500 toneladas. Ele está preservado na câmara de construção do DØ no Fermilab como parte de uma exibição histórica pública.

### Sistema de Rastreamento Central
O sistema de rastreamento central tinha dois subdetectores para medir a posição de partículas carregadas e um campo magnético para fazer com que os caminhos dessas partículas se curvem, deste modo permitindo uma medição de seus momentos.
O rastreador de microtiras de silício era localizado somente fora dos tubos de feixes do Tevatron. Cinco barris concêntricos com os feixes e 16 discos com tubos perpendiculares aos feixes providenciaram com precisão o rastreamento das coordenadas das partículas carregadas. Esses dados ajudaram a determinar o momento das partículas e distinguir as partículas que emergiram do ponto de colisão primário daquelas que percorreram uma distância finita antes de decaírem, como os léptons tau e hádrons contendo quarks bottom. Isso consiste em cerca de 800.000 tiras de silicones de 50 mícrons de largura, capazes de medir a localização do rastro a cerca de 10 mícrons. O raio exterior dos detectores de silicone foi limitado para 10 cm devido ao seu alto custo. O rastreador de microtira de silicone foi instalado no detector para o segundo programa do Tevatron, que começou em 2001. Estava completamente funcional até abril de 2002.
Fora do rastreador de silicone, o rastreador de fibra cintilante cilíndrico ocupou a região radial entre 20 e 52 cm e 2.5m ao longo da linha do feixe. Partículas atravessaram oito camadas de fibras cintilantes de 835 mícrons de diâmetro. Essas fibras produziam fótons quando uma partícula passava através dela. A luz de cada um dos mais de 75.000 fibras foram transmitidas para sensores de estado sólido que criavam sinais eletrônicos que foram digitalizados e registrados. A precisão espacial do rastreador de fibra era de cerca de 100 mícrons.
Um solenóide supercondutor colocado fora do rastreador de fibra criava um campo magnético de 2 T no silicone e no volume do rastreador de fita.

### Calorímetros
O sistema calorimétrico consiste de três calorímetros de amostragem (um calorímetro central e dois calorímetros finais), um detector inter-criostato e um detector pré-chuveiro. O trabalho dos calorímetros e subdetectores associados era sobre a medição das energias dos elétrons, fótons e hádrons carregados e neutros. Isso foi alcançado quando partículas incidentes atravessavam múltiplas camadas de materiais densos inertes no qual eles interagiram e criaram partículas secundárias. Todos os tipos de partículas secundárias são chamadas de chuveiro. A energia da partícula progenitora era compartilhada entre diversas partículas de chuveiro de energias muito menores que por fim paravam, em cada ponto em que o chuveiro acabou. Entre as camadas do material inerte havia detectores na qual a ionização das partículas era medida. O sinal total de ionização somado ao longo do chuveiro era proporcional à energia da partícula progenitora.
Uma camada cilíndrica de tiras formada de silício foi colocada imediatamente fora do solenóide e lida com sensores de fibras. Detectores similares de pré-chuveiro cobriam as pontas da região de rastreamento. O material no solenóide aumentado com folhas de chumbo causaram primariamente elétrons e fótons para começar um chuveiro de partículas secundárias. O detector de pré-chuveiro era assim o primeiro estágio da calorimetria e dava uma localização precisa do ponto de impacto da partícula.
Um calorímetro central externo e dois calorímetros tampando o solenóide continham seções separadas para medir partículas eletromagnéticas e hádrons. Urânio foi escolhido para as placas inertes absorvedoras devido sua densidade muito alta. As lacunas ativas continham argônio líquido com um campo elétrico forte aplicado para coletar a ionização de partículas viajantes nos finos planos segmentados de eletrodos de cobre. 50.000 sinais mediam as energias das partículas e as formas dos chuveiros longitudinais e transversais que ajudaram a identificar o tipo de partícula. Cada calorímetro continha cerca de sessenta módulos de argônio de urânio líquido com um peso total de 240 a 300 toneladas métricas. A grossura total de um calorímetro foi entre 175 cm assim como para absorver completamente os chuveiros das partículas mais energéticas de uma colisão. Os vasos de aço inoxidável que precisavam conter os módulos de temperatura do argônio líquido (-190 C)  eram relativamente grossos, então os detectores cintilantes foram inseridos entre os calorímetros central e final para corrigir perdas de energia nas paredes de criostato.
Uma tarefa primária para o calorimetria é a identificação de jatos, os sprays de partículas criadas como quarks e glúons que escaparam de seus pontos de colisão. Identificação de jatos e medições de suas direções e energias permitem análises para recriar o momento dos quarks subjacentes e glúons na colisão primária.

### Detector de Múon
A casca mais externa do detector serviu para detecção de múons. Múons de alta energia são bastante raros e são por isso sinais reveladores de colisões interessantes. Ao contrário de muitas partículas, eles não são absorvidos pelos calorímetros, então traços observados além dos calorímetros são na maioria das vezes múons. Planos cintiladores oferecem uma assinatura rápida usada para sinalizar eventos interessantes. Uma estação de câmaras detectoras antes e duas estações depois dos sólidos magnéticos registram o traçado do múon. O ferro do grande magneto central foi recuperado para a construção de um ciclotron na NASA para simular os danos causados pela radiação do espaço.

## Trigger e DAQ
Aproximadamente 10 milhões de colisões de prótons-antiprótons aconteciam  a cada segundo no detector. Devido a essa enorme taxa e às limitações de capacidades computacionais, somente uma fração desses eventos puderam ser armazenados por segundo. Portanto, um sistema de aquisição complexa (DAQ - Data Acquisition) foi implementado para determinar quantos eventos eram interessantes o suficiente para serem armazenados e quais poderiam ser descartados. O sistema trigger usava os sinais eletrônicos para identificar eventos de interesse, como por exemplo aqueles contendo elétrons, múons, fótons, jatos de alta energia ou partículas que percorreram uma distância antes de decaírem. O primeiro nível de trigger usava os sinais eletrônicos rápidos de cada sub-detector para decidir dentro de uma faixa de alguns microssegundos se pausava a coleta de dados ou se armazenava os sinais. Dentro de 10.000 desses triggers de nível 1 foram aceitos. Um segundo nível de trigger refinou a seleção usando sinais armazenados de diversos subdetectores em combinação para formar um perfil de evento mais matizado, reduzindo a lista de eventos candidatos para 1000 eventos por segundo. Em um terceiro nível, um conjunto de computadores analisva as informações armazenadas em um versão despojada do code completo do computador offline para ceder para 100 eventos por segundo para serem permanentemente armazenados e subsequentemente analisados em grandes conjuntos de computadores offline. A operação do sistema trigger foi um delicado balanço entre maximizar o número de eventos salvos e minimizar o tempo morto incorrido enquanto coletavam eles. Ele teve que ser robusto e confiável, uma vez que os milhões de eventos não armazenados pelo trigger foram perdidos para sempre.
1. ↑  Hoddeson, Lillian; Kolb, Adrienne W.; Westfall, Catherine (2008). Fermilab. [S.l.]: University of Chicago Press. Consultado em 28 de maio de 2025
2. ↑  https://pingprod.fnal.gov/idp/prp.wsf?wa=wsignin1.0&wtrealm=urn%3aweb%3afnal%3agov&wctx=https%3a%2f%2fweb.fnal.gov%2fexperiment%2fdzeroexhibit%2f_layouts%2f15%2fAuthenticate.aspx%3fSource%3d%2fexperiment%2fdzeroexhibit%2fSitePages%2fIntroduction.aspx
3. ↑  leah (27 de abril de 2005). «Fermilab's DZero Experiment Crunches Record Data with the Grid». News (em inglês). Consultado em 28 de maio de 2025
4. ↑  https://news.fnal.gov/wp-content/uploads/tevatron-legacy.pdf
5. ↑  https://revistas.cbpf.br/index.php/CS/article/view/49/53
6. ↑  «Science and Technology Review». INDICO-FNAL (Indico). Consultado em 28 de maio de 2025. Cópia arquivada em 29 de setembro de 2022
7. ↑  «Fermilab | Tevatron | Media». www.fnal.gov. Consultado em 28 de maio de 2025
8. ↑  «INSPIRE». inspirehep.net. Consultado em 28 de maio de 2025
9. ↑  https://sbhep.physics.sunysb.edu/~grannis/transfer/talks/MIT_TevatronLegacy_colloquium.pdf
10. ↑  Hoddeson, Lillian; Kolb, Adrienne W.; Westfall, Catherine (2011). Fermilab: Physics, the Frontier, and Megascience. Chicago, IL: University of Chicago Press
11. ↑  Liss, Tony M.; Tipton, Paul L. (setembro de 1997). «The Discovery of the Top Quark». Scientific American (3): 54–59. ISSN 0036-8733. doi:10.1038/scientificamerican0997-54. Consultado em 28 de maio de 2025
12. ↑  Abe, F.; Akimoto, H.; Akopian, A.; Albrow, M. G.; Amendolia, S. R.; Amidei, D.; Antos, J.; Anway-Wiese, C.; Aota, S. (3 de abril de 1995). «Observation of Top Quark Production in p ¯ p Collisions with the Collider Detector at Fermilab». Physical Review Letters (em inglês) (14): 2626–2631. ISSN 0031-9007. doi:10.1103/PhysRevLett.74.2626. Consultado em 28 de maio de 2025
13. ↑  Abachi, S.; Abbott, B.; Abolins, M.; Acharya, B. S.; Adam, I.; Adams, D. L.; Adams, M.; Ahn, S.; Aihara, H. (3 de abril de 1995). «Observation of the Top Quark». Physical Review Letters (em inglês) (14): 2632–2637. ISSN 0031-9007. doi:10.1103/PhysRevLett.74.2632. Consultado em 28 de maio de 2025
14. ↑  https://history.fnal.gov/criers/FN_1995_03_02.PDF
15. ↑  Abazov, V. M.; Abbott, B.; Abolins, M.; Acharya, B. S.; Adams, M.; Adams, T.; Aguilo, E.; Ahsan, M.; Alexeev, G. D. (24 de agosto de 2009). «Observation of Single Top-Quark Production». Physical Review Letters (em inglês) (9). ISSN 0031-9007. doi:10.1103/PhysRevLett.103.092001. Consultado em 28 de maio de 2025
16. ↑  Sender, John (1 de setembro de 1996). «Top quark to top squark branching fraction limits from the Fermilab Tevatron top quark experiments». Physical Review D (5): 3271–3275. ISSN 0556-2821. doi:10.1103/physrevd.54.3271. Consultado em 28 de maio de 2025
17. ↑  «Fermilab | Science | Fermilab and the Higgs Boson | Tevatron Experiments: CDF and DZero». www.fnal.gov. Consultado em 28 de maio de 2025
18. ↑  «Search for the Standard Model Higgs boson at LEP». Physics Letters B (em inglês): 61–75. Julho de 2003. doi:10.1016/S0370-2693(03)00614-2. Consultado em 28 de maio de 2025
19. ↑  Aaltonen, T.; Abazov, V. M.; Abbott, B.; Abolins, M.; Acharya, B. S.; Adams, M.; Adams, T.; Adelman, J.; Aguilo, E. (12 de fevereiro de 2010). «Combination of Tevatron Searches for the Standard Model Higgs Boson in the W + W − Decay Mode». Physical Review Letters (em inglês) (6). ISSN 0031-9007. doi:10.1103/PhysRevLett.104.061802. Consultado em 28 de maio de 2025
20. ↑  Jen, Chun-Min (10 de junho de 2019). «E1039/SpinQuest Polarized Drell-Yan Experiment at Fermilab [Slides]». US DOE. doi:10.2172/1772463. Consultado em 28 de maio de 2025
21. ↑  «CERN experiments observe particle consistent with long-sought Higgs boson». CERN (em inglês). 19 de maio de 2025. Consultado em 29 de maio de 2025
22. ↑  «Paul Grannis talks». sbhep.physics.sunysb.edu. Consultado em 29 de maio de 2025. Cópia arquivada em 11 de agosto de 2024
23. ↑  Collaboration, D0 (14 de abril de 2012), Measurement of the W Boson Mass with the D0 Detector, doi:10.48550/arXiv.1203.0293, consultado em 29 de maio de 2025
24. ↑  Collaboration, C. D. F.; Collaboration, D0 (10 de julho de 2018), Tevatron Run II combination of the effective leptonic electroweak mixing angle, doi:10.48550/arXiv.1801.06283, consultado em 29 de maio de 2025
25. ↑  Collaboration, D0; Abazov, V. (17 de julho de 2006), Direct Limits on the Bs Oscillation Frequency, doi:10.48550/arXiv.hep-ex/0603029, consultado em 29 de maio de 2025
26. ↑  Collaboration, D0; al, V. Abazov et (2 de julho de 2010), Evidence for an anomalous like-sign dimuon charge asymmetry, doi:10.48550/arXiv.1007.0395, consultado em 29 de maio de 2025
27. ↑  Overbye, Dennis. «From Fermilab, a New Clue to Explain Human Existence?» (em inglês). Consultado em 29 de maio de 2025
28. ↑  Timmer, John (29 de agosto de 2011). «LHCb detector causes trouble for supersymmetry theory». Ars Technica (em inglês). Consultado em 29 de maio de 2025
29. ↑  mmo (13 de junho de 2007). «Fermilab physicists discover "triple-scoop" baryon». News (em inglês). Consultado em 29 de maio de 2025
30. ↑  Hesla, Leah (25 de fevereiro de 2016). «Fermilab scientists discover new four-flavor particle | symmetry magazine». www.symmetrymagazine.org (em inglês). Consultado em 29 de maio de 2025
31. ↑  Collaboration, D0; Abazov, V. (17 de outubro de 2011), Measurement of the inclusive jet cross section in p pbar collisions at sqrt(s)=1.96 TeV, doi:10.48550/arXiv.1110.3771, consultado em 29 de maio de 2025
32. ↑  «Fermilab History and Archives Project | Grannis and Denisov on D�». history.fnal.gov. Consultado em 29 de maio de 2025. Cópia arquivada em 7 de agosto de 2019 replacement character character in |titulo= at position 65 (ajuda)
33. ↑  https://lss.fnal.gov/archive/2005/conf/fermilab-conf-05-515-e.pdf
34. ↑  Snow, Gregory R. (1 de agosto de 2016). «The Luminosity Measurement for the DZERO Experiment at Fermilab». Consultado em 29 de maio de 2025
35. ↑  «Fermilab History and Archives Project | Grannis and Denisov on D�». history.fnal.gov. Consultado em 29 de maio de 2025. Cópia arquivada em 7 de agosto de 2019 replacement character character in |titulo= at position 65 (ajuda)
36. ↑  «Fermilab History and Archives Project | Grannis and Denisov on D�». history.fnal.gov. Consultado em 29 de maio de 2025. Cópia arquivada em 7 de agosto de 2019 replacement character character in |titulo= at position 65 (ajuda)
37. ↑  «Fermilab History and Archives Project | Grannis and Denisov on D�». history.fnal.gov. Consultado em 29 de maio de 2025. Cópia arquivada em 7 de agosto de 2019 replacement character character in |titulo= at position 65 (ajuda)
38. ↑  «Fermilab History and Archives Project | Grannis and Denisov on D�». history.fnal.gov. Consultado em 29 de maio de 2025. Cópia arquivada em 7 de agosto de 2019 replacement character character in |titulo= at position 65 (ajuda)
39. ↑  «Fermilab History and Archives Project | Grannis and Denisov on D�». history.fnal.gov. Consultado em 29 de maio de 2025. Cópia arquivada em 7 de agosto de 2019 replacement character character in |titulo= at position 65 (ajuda)
40. ↑  «INSPIRE». inspirehep.net. Consultado em 29 de maio de 2025
41. ↑  «Fermilab History and Archives Project | Grannis and Denisov on D�». history.fnal.gov. Consultado em 29 de maio de 2025. Cópia arquivada em 7 de agosto de 2019 replacement character character in |titulo= at position 65 (ajuda)